# Morne Concorde
Morne Concorde ist ein vulkanischer Berg im Osten des Inselstaates Dominica. Morne Concorde erreicht zwar nur eine Höhe von 618 m, ist aber ein prägnanter Berg an der Küste.

## Geographie
Der Berg befindet sich im Osten des Landes auf dem Gebiet des Parish Saint Andrew. Nach Südwesten schließen sich die Pagua Hills an. Im Umfeld des Berges liegen die Einzugsgebiete der großen Flüsse Melville Hall River und Crapaud Hall River mit verschiedenen Quellbächen. Die bedeutendsten Siedlungen im Umkreis ist Marigot.